# 奧永省
奧永省（西班牙語：Provincia de Oyón）是秘魯的省份，位於該國中南部利馬大區，首府是奧永，始建於1986年11月5日，海拔高度3,620米，面積1,886平方公里，2007年人口20,642，人口密度每平方公里10.94人。